# إيس هاريس
إيس هاريس (بالإنجليزية: Ace Harris)‏ هو عازف بيانو أمريكي، ولد في 1 أبريل 1910 في نيويورك في الولايات المتحدة، وتوفي في 11 يونيو 1964 في شيكاغو في الولايات المتحدة.

## وصلات خارجية
- إيس هاريس على موقع ميوزك برينز (الإنجليزية)
- إيس هاريس على موقع ديسكوغز (الإنجليزية)